# Revue Thommen

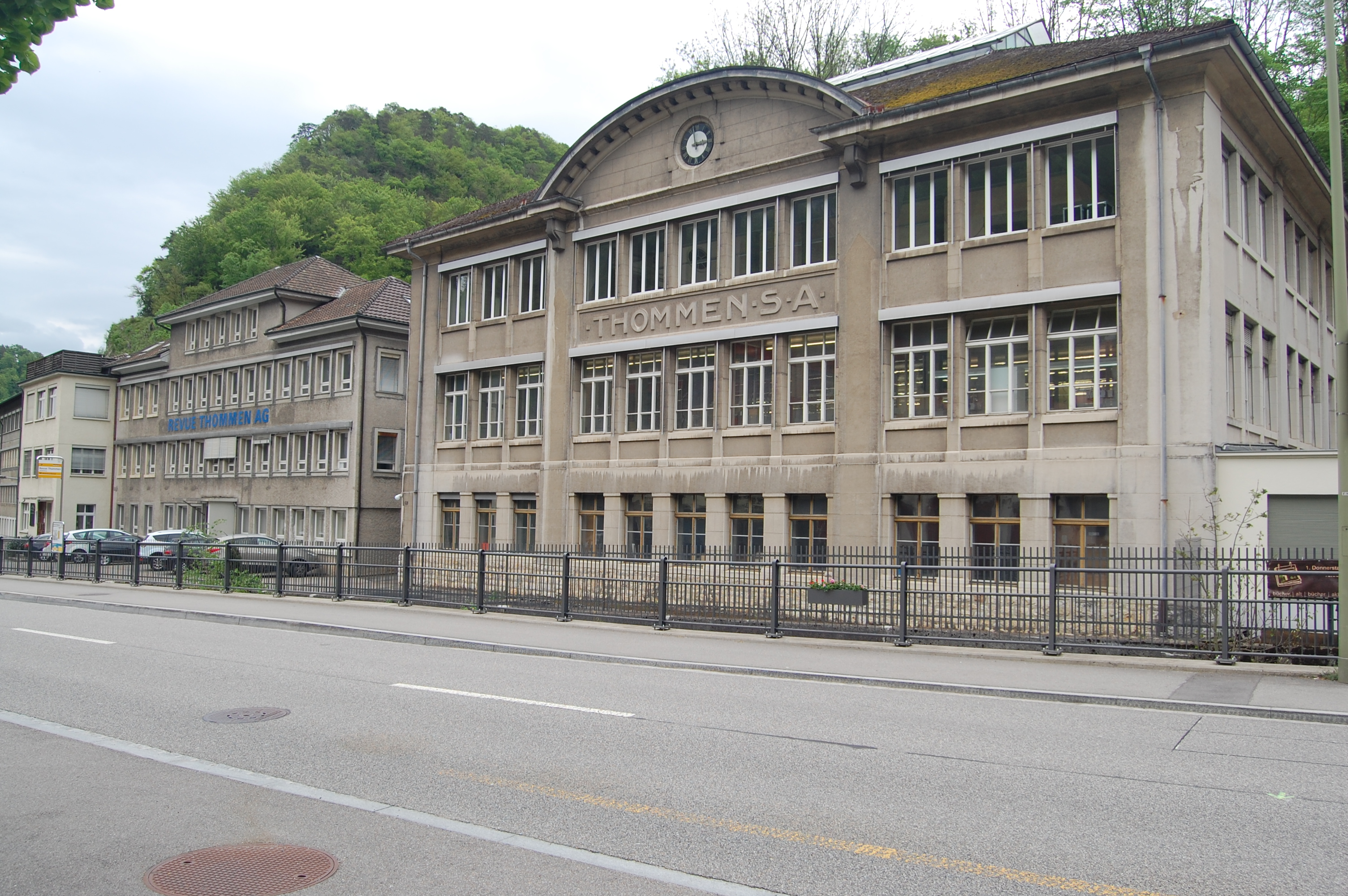
Siège de la Revue Thommen AG, à Waldenburg

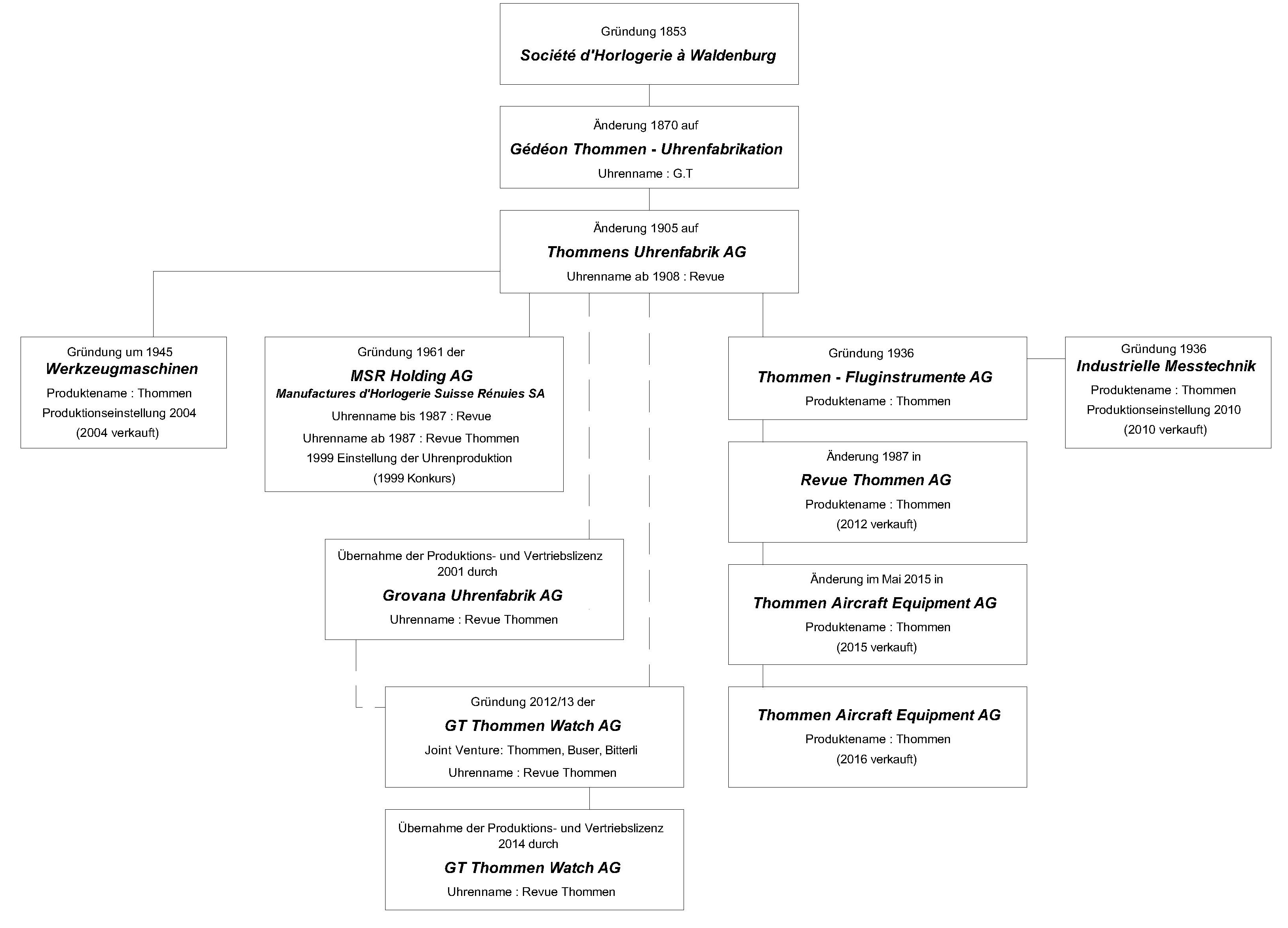
Organigramme

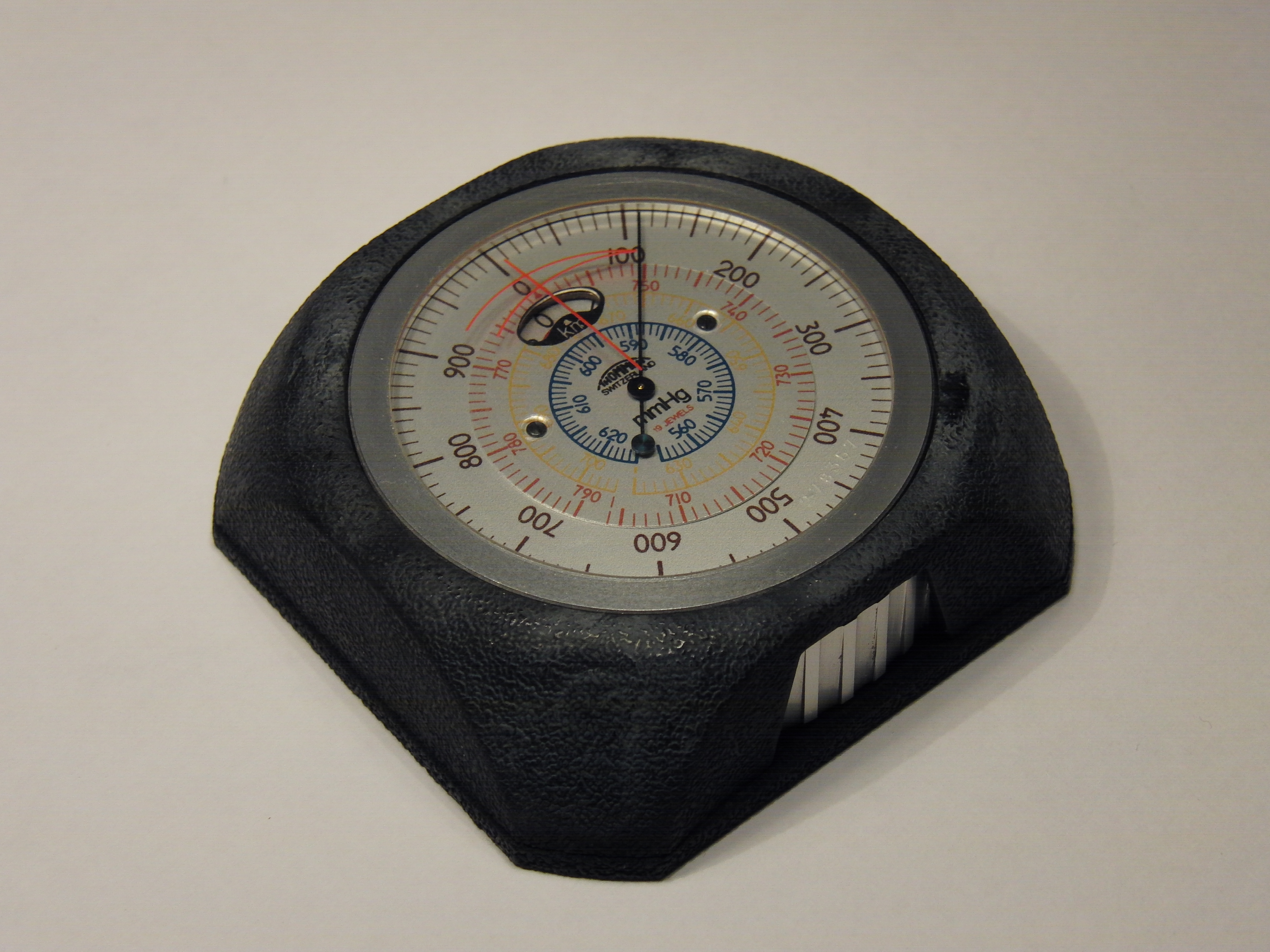
Altimètre Thommen

Revue Thommen est une entreprise suisse fondée en 1853 spécialisée dans les domaines de l'horlogerie et des instruments de précision pour l'aéronautique.